# جاناتان برندیس
جاناتان برندیس (انگلیسی: Jonathan Brandis؛ زاده ۱۳ آوریل ۱۹۷۶ درگذشته ۱۲ نوامبر ۲۰۰۳) یک هنرپیشه، فیلم‌نامه‌نویس، و کارگردان اهل ایالات متحده آمریکا بود.

## جوایز
وی برنده جوایزی همچون جایزه هنرمند جوان شده‌است.

## فیلم‌شناسی
- سواری با اهریمن(۱۹۹۹)
- جنگ هارت(۲۰۰۲)
- داستان بی پایان(۱۹۹۰)
- ناپدری ۲(۱۹۸۹)
- این(۱۹۹۰)
- تلاش دریایی(۱۹۹۳–۱۹۹۶)
- اشکالات بانوان(۱۹۹۲)
- ضربات جانبی (۱۹۹۲)
- خارج از مشیت الهی (۱۹۹۹)
- سقوط در تاریکی(۱۹۹۶)
- روح بابا(۱۹۹۰)
- هیولاهای امروز(۱۹۸۸–۱۹۹۱)
- فلش(۱۹۹۰)

مرگ
برندیس در ۲۷ سالگی در سال ۲۰۰۳ خودش را حلق آویز کرد و درگذشت. هر چند یادداشتی مبنی بر خودکشی از وی پیدا نشد اما شواهد از مرگ خودخواسته او خبر می دهند. دوستان او گواهی داده اند؛ که او در اوج مستی از خودکشی اش گفته بود. چون برایش آینده معنای نداشت و دلیل آن هم عدم پیشرفت در کارش دلسرد بود.